# El Baratillo

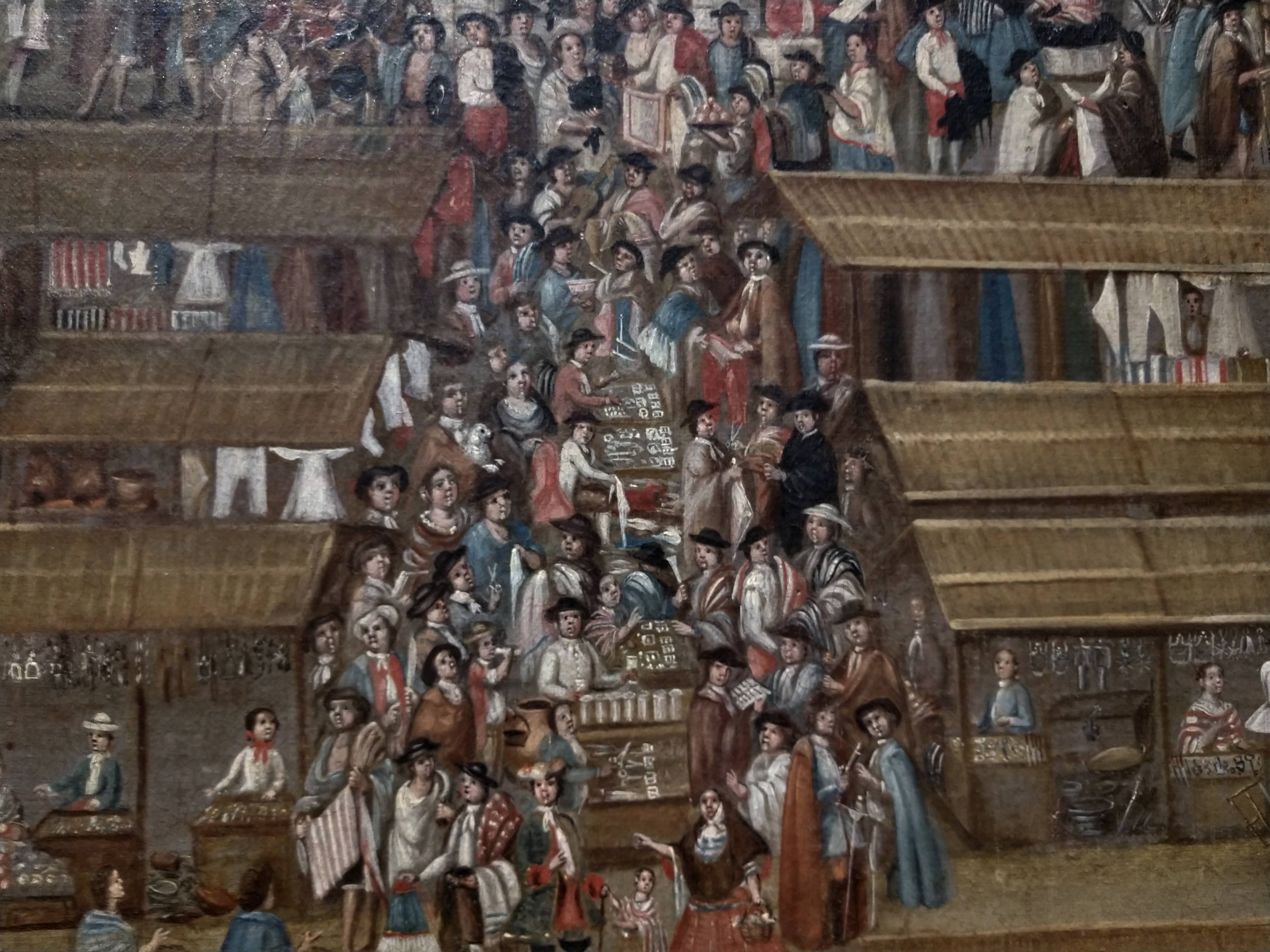
Aspecto del mercado del Baratillo en Plaza Mayor de la Ciudad de México por Diego García Conde, 1765. Óleo sobre tela.

El Baratillo, baratillo chico, baratillo de la Plaza Mayor o baratillo de los muchachos fue un mercado de la Ciudad de México, en este caso ambulante, establecido inicialmente en lo que hoy es llamado Plaza de la Constitución y que funcionó como tal durante varios siglos. Vendía manufacturas artesanales nuevas y usadas —principalmente— y se encontraba en el centro de la misma, compartiendo espacio con El Parián y el Mercado de Bastimentos, otros espacios comerciales que atendían la demanda capitalina y foránea. Fue removido de su emplazamiento original en 1795 por instrucción del virrey Juan Vicente de Güemes hacia el predio de la Cruz del Factor, que ocupa hoy el edificio de la Asamblea Legislativa, donde permaneció hasta el siglo XIX. Se trasladó al barrio de Tepito en 1902.

## Contexto
Fue hasta el siglo XX cuando la producción industrial se generalizó y se tuvieron productos desechables y fabricados en serie al alcance de las personas. De manera previa, la reutilización constante de ropas, trastes, calzado, bastimentos, utensilios domésticos y herramientas fue una práctica común para la humanidad y en espacios como el Baratillo esto se realizaba de manera ordinaria y cotidiana.
En el Virreinato de la Nueva España, la plaza pública fue uno de los principales sitio de concentración y del desarrollo de muchas actividades, entre ellas el comercio. El ambiente de los mercados de la plaza mayor era vivo, como el de una feria, con cientos de comerciantes, compradores y simples viandantes que concurrían a ella solo a convivir con otras personas y enterarse, por ejemplo, de noticias y sucesos que se transmitían de manera oral.
La Plaza Mayor por entonces fue un elemento indispensable en la ciudad y en ella concurrían cientos de personas, por lo que hasta el siglo XVIII cuando entraron en vigor las reformas borbónicas, se vivía un estado de desorden y de nula higiene. Ello debido a la venta de comidas y bebidas y la basura que generaban los sitios comerciales, a que las casas usaban las calles como drenaje y a que las autoridades no tenían consideraciones sobre la higiene de la plaza ni en darle mantenimiento.
El espacio mercantil, además, motivaba la sociabilización y ayudaba a mantener la imagen de las clases sociales de la Nueva España y la política se segregación vigente, en este caso a través del comercio. El espacio construido formalmente dentro de la plaza fue El Parián, en donde vendían comerciantes españoles peninsulares productos de lujo y ultramarinos; el Baratillo fue el espacio donde españoles criollos y mestizos vendían productos de estancos y talleres; finalmente indígenas —principal pero no solamente—, abastecían productos como frutas, verduras y hortalizas frescas en el Mercado de Bastimentos.
Casi desde el inicio del virreinato, en 1530, las autoridades virreinales vieron en la renta del espacio público para el comercio una oportunidad de ingresos y vendieron licencias. Los vendedores habrían de contar con distintos equipamientos para la venta, desde los más lujosos con estructuras de madera y tela, techumbres de paja, tendederos y mesas, hasta las simples telas colocadas en el suelo. La subdivisión y la recaudación de las rentas de estos espacios se hizo de manera meticulosa y precisa, respetando la segregación y jerarquización social vigente.

## Historia
Hacia 1696 el virrey decidió remover el Baratillo, decisión a la que se rebelaron habitantes de la ciudad y estudiantes de la Universidad de México. En respuesta el virrey afirmó que fueron estudiantes indígenas y mestizos los que provocaron la revuelta, por lo que se dispuso negarles el acceso en lo sucesivo a la institución. En 1776 el virreinato emitió nuevas disposiciones para regular el comercio en la entonces llamada Plaza Mayor, reduciendo el espacio del Baratillo y mejorando la circulación entre sus pasillos.
Después fue eliminado en el siglo XIX porque era considerado "sucio" y afeaba la imagen de la ciudad